# روبرت إل. هيدلاند
روبرت إل. هيدلاند (بالإنجليزية: Robert L. Hedlund)‏ هو سياسي أمريكي، ولد في 12 يوليو 1961 في كوينسي في الولايات المتحدة. حزبياً، نشط في الحزب الجمهوري.